# Poguié
Poguié ou Boguié est une localité rurale dans le Sud de la Côte d'Ivoire dans la région de l'Agnéby-Tiassa. Le village de Poguié est administrativement rattaché à la sous-préfecture d'Attobrou dans le département d'Agboville. 